# Pere Portabella
 (juillet 2010).
Si vous disposez d'ouvrages ou d'articles de référence ou si vous connaissez des sites web de qualité traitant du thème abordé ici, merci de compléter l'article en donnant les références utiles à sa vérifiabilité et en les liant à la section « Notes et références ».
 (juillet 2010).
- Si vous ne connaissez pas le sujet, laissez ce bandeau (vous pouvez alors contacter les auteurs).
- Si vous supprimez le contenu mis en cause (vous pouvez préalablement contacter les auteurs),

argumentez précisément cette suppression dans la page de discussion
(un manque de référence n'est pas un argument ; une recherche réelle de référence doit avoir été effectuée, être formellement documentée).
Pere Portabella i Ràfols (né à Figueras le 11 novembre 1929) est un cinéaste, réalisateur et producteur catalan. C'est une personnalité incontournable de l’histoire du cinéma catalan alternatif et de l’histoire politique et culturelle de la Catalogne particulièrement à la fin du franquisme. Engagé dans l’opposition au régime, il a été l'un des professeurs de l’école Aixelà et de l’Institut de Théâtre, véritables laboratoires du cinéma alternatif catalan. Son nom a souvent été associé à l’école de Barcelone, bien qu'il ait toujours refusé d’y être assimilé. Portabella a commencé sa carrière au cinéma comme producteur, associé à de grands noms du cinéma comme Luis Buñuel ou Carlos Saura.

## Biographie
Issu de la grande bourgeoisie industrielle catalane, il part à Madrid pour commencer des études de chimie. Il y rencontre des artistes tels que Joan Ponç, Antoni Tàpies ainsi que les étudiants à l’Escuela Oficial de Cine (EOC) qu’étaient alors Carlos Saura ou Julio Diamante. Les premiers contacts de Portabella avec le monde du cinéma remontent à 1958, lorsqu'il rencontre Leopoldo Pomés dans le but de réaliser un documentaire sur la tauromachie. Portabella doit endosser pour la première fois le rôle de producteur tandis que la codirection du court métrage revient à Carlos Saura. Le projet tourne court car les images filmées s'avèrent impossibles à monter dans la perspective d'un récit cinématographique. Portabella déclare à ce propos : « Nous avons obtenu beaucoup de belles images, mais sans rien à raconter ni a proposer. » Après l'échec de ce projet, Portabella décide de se consacrer pleinement à la production de films liés à la réalité socio-politique de l'époque.
En 1959, il monte la société de production Films 59, qui commence son activité avec la production de deux films influencés par le néoréalisme italien : Los golfos (Les voyous, 1960) de Carlos Saura et de El cochecito (1960) de Marco Ferreri. En 1960, Los golfos  est projeté au Festival de Cannes, où Portabella fait la connaissance de Luis Buñuel qu'il convainc de revenir en Espagne pour tourner Viridiana. Coproduit par le Mexicain Gustavo Alatriste, la société espagnole UNINCI, (liée au PCE) alors dirigée par Bardem et Ricardo Muñoz Suay et Films 59, le film de Buñuel, dont le scénario avait pourtant été modifié plusieurs fois à la demande du directeur général de la Cinématographie, parodiait ouvertement certains symboles de la religion d’État. Présenté au Festival de Cannes en 1961, où il obtient la Palme d'or, (avec Henri Colpi, pour Une aussi longue absence), Viridiana provoque un célèbre scandale, qui emporte avec lui la société Film 59.
Entre l’affaire Viridiana et son premier film en tant que réalisateur, Portabella collabore à plusieurs autres films. D'abord le documentaire Lejos de los arboles (1963-1970) écrit et réalisé par Jacinto Esteva, dont il est seulement producteur associé, parce ce qu'il ne veut pas être assimilé à l’école de Barcelone. En 1965, Portabella est scénariste de Il Momento Della Verità de Francesco Rosi. Puis, en 1969, il produit Hortensia, réalisé par un des pionniers du cinéma alternatif en Espagne, l’Aragonais Antonio Maenza. Après quelques désillusions qui lui ont prouvé que promouvoir un cinéma réaliste ou politiquement incorrect était risqué, Pere Portabella se consacre à une réflexion sur le développement d’un langage cinématographique radical, qui l’amène en 1966 à réaliser son premier court-métrage No conteu amb els oits (Compte pas sur tes doigts). Puis il collabore notamment avec Miró sur une série de films pour la Fondation Maeght et dénonce la question des prisonniers politiques dans l'Espagne franquiste, notamment sur le cas de Salvador Puig Antich à la prison Model de Barcelone.
Après la mort de Franco en 1975, Portabella réalise un documentaire sur le thème de la transition démocratique intitulé Informe general sobre algunas questiones de interés para una proyección pública (1976), avant de s’engager publiquement dans la vie politique. En 1977, il est élu sénateur par une coalition catalane de gauche, lors des premières élections démocratiques et participe à la rédaction de l'actuelle constitution espagnole. Il revient au cinéma en 1990 avec un long-métrage de fiction : Le Pont de Varsovie (Pont de Varsovia), réflexion sur les rapports entre la littérature et le cinéma, dans lequel il retrouve toute sa radicalité.
En 1999 il reçoit la Creu de Sant Jordi, distinction décernée par la Generalitat de Catalogne.
En 2007 Portabella réalise un nouveau long-métrage, Le Silence avant Bach, qui explore les liens de la musique de Bach avec les images, et la place de cette musique dans l'Europe actuelle ; un film à la fois vivant et d'une grande beauté formelle.
En 2009 il a été membre du jury de la 66e Mostra de Venise.
Pere Portabella reçoit en 2024 la Médaille d'or du mérite des beaux-arts, décernée par le Ministère de l'Éducation, de la Culture et des Sports espagnol.

## Cinéma de Portabella
Si Portabella ne pratique pas un cinéma « révolutionnaire » au sens propre du terme, il est toutefois sensible au débat qui posait la question d’une révolution dans le cinéma. Il déclare dans une entrevue avec Josep Miquel Marti-Rom : « Les meilleurs films sont ceux dans lesquels on développe une certaine violence envers le cinéma. » Cette violence envers les codes d’expression classiques du cinéma, envers la logique narrative du récit cinématographique, ne vont pas occulter chez Portabella une volonté de développer un cinéma d’opposition, un cinéma alternatif. La production de Pere Portabella en tant que réalisateur a été profondément marquée par la collaboration avec deux artistes catalans : le poète, auteur dramatique, dessinateur et plasticien Joan Brossa qui participa à l’élaboration des scénarios et des dialogues des films de Portabella, et le musicien Carles Santos. Joan Brossa est un membre incontournable du groupe Dau al set (littéralement : « le dé sur le sept »), un des principaux mouvements d’avant-garde de la Catalogne d’après guerre, d’inspiration dadaïste et surréaliste. Carles Santos est l’auteur des bandes sonores de la plupart des films de Portabella. Grâce au travail de Portabella avec ce musicien originaire de Valence, la bande sonore joua toujours un rôle essentiel dans les films du réalisateur. La collaboration des trois artistes commence dès le premier film de Portabella, à la fin de l’année 1966, remise en question des normes de la narration cinématographique.
L’engagement politique de Portabella s’est manifesté autant dans la société qu’à travers le cinéma. Son expérience de producteur aux côtés de Carlos Saura, Marco Ferreri ou Luis Buñuel, l’a amené à des désillusions et a déterminé la nature de son engagement politique à travers le cinéma. Ses deux premiers films, No compteu amb els dits et Nocturn 29 ont été présentés devant la censure et constituaient, en cela, des exceptions au sein de sa filmographie, mais ils comportaient déjà des éléments clés de son utilisation du langage cinématographique : la destruction des conventions narratives du cinéma par l’élaboration de modes d’expression avant-gardistes et son engagement politique à travers le cinéma. Les expérimentations formelles de Portabella ne masquent pas pour autant l’aspect contestataire et l’intention réaliste de ses films. Les revendications du réalisateur s’exercent dans son cinéma sur deux niveaux : la critique du langage cinématographique conventionnel et la critique de la société qui est la sienne. Concernant le premier point, celui-ci trouvait son apogée dans Vampir Cuadecuc, film qui s'éloigne des revendications d’ordre politique pour faire aboutir la réflexion formelle.
On peut observer chez Portabella une manifeste prédilection pour l'usage de la coupure, plutôt que celle du raccord qui est souvent rejeté, critiqué, détruit, en tant qu'élément « classique » du langage cinématographique. Il en résulte une ponctuation brutale (volontaire) dans l’aspect visuel de ses films. Le principe de déconstruction affecte la narration cinématographique mais aussi le caractère des personnages de la fiction ; ainsi Mario Cabré dans No compteu amb els dits, Lucia Bosé dans Nocturne 29, et dans une plus grande mesure Christopher Lee, dans Cuadecuc - Vampir, sont pratiquement dépourvus de caractéristiques psychologiques, apparaissant comme des témoins extérieurs ou bien en tant que simples « pantins » de la société franquiste, avant tout déterminés par des conditions politiques et sociologiques. Si Portabella manifeste toujours une volonté d’utiliser un langage cinématographique sophistiqué, parfois même cryptique, il va à partir d’Umbracle (1971) être très clair dans le message politique contenu dans ses réalisations.
Ayant fait l’expérience de différents genres cinématographiques, du documentaire à la fiction, sa filmographie relative à la période franquiste, si l’on excepte certains films qu’il a réalisés sur commande, fait preuve d’une évidente unité : celle de la volonté de décrire et de critiquer la société dans laquelle il évolue. Ainsi son cinéma témoigne de ses préoccupations en tant qu’élément d’un pays soumis à une dictature, à travers des thèmes comme celui de la guerre d'Espagne, de la bourgeoisie, de la censure et plus généralement, du caractère autoritaire du régime. Portabella résume sa démarche cinématographique devant Ramon Font, en disant : « En définitive, j’essaye de faire un cinéma qui soit réaliste dans ses résultats, pas dans ses procédés. »

## Filmographie
- 1967 : No contéis con los dedos (No compteu amb els dits)
- 1968 : Nocturno 29
- 1970 : Cuadecuc, vampir
- 1970 : Umbracle (film)
- 1972 : Cantants 72
- 1973 : Advocats laboralistes
- 1973 : Acció Santos (codirigé avec Carles Santos Ventura)
- 1974 : El Sopar
- 1977 : Informe general sobre unas cuestiones de interés para una proyección pública
- 1990 : Le Pont de Varsovie (Pont de Varsovia)
- 1997 : Cròniques de la veritat oculta - Pròleg (TV)
- 2004 : ¡Hay motivo! (El plan hidrológico)
- 2007 : Le Silence avant Bach (Die Stille vor Bach).